# نوتاريسكو
نوتاريسكو (بالإيطالية: Notaresco)‏ هي بلدية في مقاطعة تيرامو في إقليم أبروتسو الإيطالي.

## السكان
في سنة 1861 بلغ عدد السكان 3٬805 نسمة، وتطور العدد ليصل في سنة 2011 لـ 6٬863 نسمة.
يظهر هذا المخطط البياني تطور النمو السكاني لـ نوتاريسكو